# ナウカ・ジャパン
ナウカ・ジャパン合同会社（英: NAUKA JAPAN LLC）は、ロシア・ソ連関係の書籍を主に扱う神田神保町の書店。店名は「科学」を意味するロシア語 «Наука» に由来する。かつては「ナウカ」として出版業務も行っていた。

## 沿革
1931年（昭和6年）、当時の東京日日新聞（現在の毎日新聞）記者であった大竹博吉により創業。ソ連からの洋書輸入や、ソ連の社会主義建設を紹介する本、ロシア・ソ連関係の広い範囲の書籍を輸入し、日本におけるロシア研究、ロシア語学習に大きな役割を果たした。辞書の編纂、教科書の作成も手がけ、季刊誌『窓』の発行元でもあった。
大竹はプロレタリア文学とも関係が深く、徳永直や本庄陸男の作品集を出版し、プロレタリア作家の拠点となっていた。しかし、1936年（昭和11年）、小林多喜二全集を出版したところ、治安維持法違反として解散を余儀なくされた。
第二次世界大戦後、営業を再開、総合雑誌『社会評論』も発行したが、GHQによって再び閉鎖された。1952年（昭和27年）、三たび設立。
ソ連だけでなく欧米の洋書も輸入し取り扱っていたが、ロシアへの関心の低下とインターネット個人取引の拡大に伴い書籍の売り上げが低迷し、さらに国立大学の法人化によって研究機関からの書籍の発注が減少したことで経営が行き詰まり、2006年（平成18年）7月6日に東京地方裁判所にて破産手続開始を申請、9月半ばで閉店した。季刊誌『窓』は、133号（2005年10月）を最終号として休刊。
2006年11月17日、ナウカ・ジャパン合同会社を設立。2007年（平成19年）2月、小売店舗も開店（再開）した。

## 参照項目
- ナウカ (ロシアの出版社)